# Manfred Jungwirth
Manfred Jungwirth (Sankt Pölten (Baixa Àustria), 4 de juny, 1919 - Passau (Baviera), 23 d'octubre, 1999), va ser un cantant d'òpera (baix) austríac.

## Carrera
Jungwirth va treballar inicialment com a noi de cor al cor de la catedral de St. Pölten. A la seva ciutat natal va ser ensenyat per Alice Goldberg, a Viena per Emilie Auer-Weißgerber, a Bucarest per Albert d'Andrée, a Munic per Rudolf Großmann i a Berlín per Josef Burgwinkel.
El compromís de Jungwirth al teatre de la ciutat de Klagenfurt no va tenir lloc perquè va haver de fer el servei militar. Per tant, va debutar a l'Òpera Nacional Romanesa de Bucarest. El 1942 i de nou des del final de la guerra fins al 1949, va treballar al "Landestheater Innsbruck", on també va estudiar musicologia i es va doctorar en aquesta disciplina el 1948. Del 1949 al 1954, del 1958 al 1961 i després del 1971 al 1982 va ser convidat permanent a l'Òpera de Zuric. Entre 1956/57 també a Wiesbaden, 1960 a 1968 a Frankfurt del Main i 1967 a 1985 a l'Òpera Estatal de Viena.
Va cantar principalment els papers de baix buf en òperes de Domenico Cimarosa, Peter Cornelius, Friedrich von Flotow, Albert Lortzing, W. A. Mozart, Otto Nicolai, Gioacchino Rossini i Bedřich Smetana. També va assumir papers com Rocco a Fidelio de Beethoven, però també alguns de Giuseppe Verdi, Richard Wagner i Carl Maria von Weber.
Als 30 anys, va assumir el paper dels Ochs von Lerchenau a Der Rosenkavalier de Richard Strauss, que va cantar per primera vegada a Zuric l'any 1951/52 i després va encarnar a tots els escenaris importants. El 1974 va actuar al "Grand Théâtre de Genève" com a Osmin a Die Entführung aus dem Serail, i en altres teatres suïssos com van Bett a Zar und Zimmermann.
També es va poder veure a Berlín, la Deutsche Oper am Rhein (Düsseldorf/Duisburg), Hamburg, Colònia, Londres, Milà, Munic, Nova York, París, Roma, San Francisco, Stuttgart i al Festival de Bregenz, al Maggio Musicale Fiorentino, al Festival de Glyndebourne i al Festival de Salzburg.

## Premis
- 1948 Premis del Concurs Internacional de Interpretació Musical de Ginebra
- 1977 Wiener Kammersänger

## Filmografia
- Fidelio, amb Gundula Janowitz, Lucia Popp, René Kollo, Hans Sotin, Adolf Dallapozza, Regie: Otto Schenk, Dirigent: Leonard Bernstein, Orquestra Filharmònica de Viena
- Der Rosenkavalier, amb Benno Kusche, Brigitte Fassbaender, Gwyneth Jones, Lucia Popp, Anneliese Waas, David Thaw, Gudrun Wewezow, Francisco Araiza, Regie: Otto Schenk, Dirigent: Carlos Kleiber, Orquestra i cor de l'Òpera Estatal de Baviera (Bayerische Staatsoper 1979)